# Pietro Carrera
Pietro Carrera, (12 de juliol de 1573 - 18 de setembre de 1647), fou un jugador d'escacs, historiador, capellà, i escriptor sicilià, considerat el millor escaquista del món al voltant de 1640.

## Biografia
Nascut a Militello in Val di Catania (província de Catània), a la Vall de Noto, es va criar a la vella colònia de San Vito. Era fill de Donna Antonia Severino i de Mariano Carrera, un artesà tradicional que va entrar al sacerdoci després de la mort de la seva dona. Durant els seus estudis al Seminario Diocesiano de Siracusa, va tenir l'oportunitat de visitar diverses ciutats de Sicília, i com a resultat dels seus viatges, va conèixer Paolo Boi, anomenat "el Siracusà", a la ciutat de Palermo durant el 1597 (un any abans de la mort de Boi).
Després de prendre els seus vots, va esdevenir el capellà de l'església de S. Maria della Stella i posteriorment de la cort de Francesco Branciforte (Príncep de Pietraperzia i Marquès de Militello). Durant la seva estada a la cort de Branciforte va interessar-se en els escacs, i consta que va batre Salvatore Albino, anomenat "Beneventano", i Geronimo Cascio; aquest darrer havia vençut anteriorment el famós però vell Polerio. Després de desenvolupar una relació d'afecte amb la muller del príncep, Giovanna, va compondre per a ella un petit poema en exàmetres en llatí sobre els escacs, tot i que actualment només es conserven fragments d'aquest poema, titulat "La Pessopedia".
El 1617 va escriure i publicar Il Gioco degli Scacchi (El joc dels escacs), subdividit en vuit llibres on "aprendre les regles, els avantatges, els finals, els escacs a cegues i una discussió sobre els autèntics orígens dels escacs". Aquest fou el primer llibre mai imprès a Militello, a petició del príncep de Butera, per Giovanni Rosso de Trento; en aquesta obra Carrera recollí i elaborà de manera sistemàtica informació donada per autors anteriors.
Després de la mort del príncep de Branciforte, es va mudar a Messina, posteriorment a Canicattì i finalment a Catània. Allà, el 1635, sota pseudònim, hi publicà "Risposta di Valentino Vespaio contro l'apologia di Alessandro Salvio" ("Resposta de Valentino Vespaio contra l'apologia d'Alessandro Salvio"), on hi debatia acusacions i crítiques fetes contra ell per Alessandro Salvio.
Famós i estimat, va morir el 18 setembre 1647 a Messina.
Carrera és recordat com a creador d'una variació dels escacs (els escacs de Carrera) en un escaquer de 8x10, al qual s'hi afegeixen dues peces noves, anomenades "Campió" (una combinació dels moviments de la torre i el cavall, i "Centaure" (una combinació dels moviments de l'alfil i el cavall); aquestes innovacions varen assolir més fames que les fetes per Piacenza i Marinelli, i foren predecessores dels molt posteriors escacs de Capablanca.
No és recordat com un gran jugador pràctic, però sí com un mestre de la teoria, i una gran font d'informació sobre els escaquistes de la seva època.